# Si... (álbum)
Si... es el primer álbum recopilatorio del cantautor español José Luis Perales, siendo Rafael Trabucchelli† el director de producción. Fue publicado en 1977 por la discográfica española Hispavox (completamente absorbida por EMI en 1985). El álbum incluye una nueva versión del sencillo «Si...».
Incluye cuatro de los 10 doble sencillo de Perales publicados hasta 1977.

## Lista de canciones

### Disco de vinilo
| Lado A |                                             |          |  |
| N.º    | Título                                      | Duración |  |
| 1.     | «Si... (nueva versión)»                     |          |  |
| 2.     | «Avelín»                                    |          |  |
| 3.     | «Canción para un poeta (a Federico Muelas)» |          |  |
| 4.     | «La boda»                                   |          |  |
| 5.     | «Balada para un viejo tren»                 |          |  |

| Lado B |                      |          |  |
| N.º    | Título               | Duración |  |
| 1.     | «Yo quiero ser»      |          |  |
| 2.     | «El ciego»           |          |  |
| 3.     | «Por ti»             |          |  |
| 4.     | «Nana para mi madre» |          |  |
| 5.     | «El torerillo»       |          |  |

### Casete
| Lado A |                                             |          |  |
| N.º    | Título                                      | Duración |  |
| 1.     | «Si... (nueva versión)»                     |          |  |
| 2.     | «Avelín»                                    |          |  |
| 3.     | «Canción para un poeta (a Federico Muelas)» |          |  |
| 4.     | «La boda»                                   |          |  |
| 5.     | «Balada para un viejo tren»                 |          |  |

| Lado B |                      |          |  |
| N.º    | Título               | Duración |  |
| 1.     | «Yo quiero ser»      |          |  |
| 2.     | «El ciego»           |          |  |
| 3.     | «Por ti»             |          |  |
| 4.     | «Nana para mi madre» |          |  |
| 5.     | «El torerillo»       |          |  |

### CD
|       |                                             |          |  |  |  |  |  |  |  |  |
| N.º   | Título                                      | Duración |  |  |  |  |  |  |  |  |
| 1.    | «Si... (nueva versión)»                     | 3:34     |  |  |  |  |  |  |  |  |
| 2.    | «Avelín»                                    | 2:34     |  |  |  |  |  |  |  |  |
| 3.    | «Canción para un poeta (a Federico Muelas)» | 3:28     |  |  |  |  |  |  |  |  |
| 4.    | «La boda»                                   | 3:17     |  |  |  |  |  |  |  |  |
| 5.    | «Balada para un viejo tren»                 | 4:19     |  |  |  |  |  |  |  |  |
| 6.    | «Yo quiero ser»                             | 4:06     |  |  |  |  |  |  |  |  |
| 7.    | «El ciego»                                  | 4:19     |  |  |  |  |  |  |  |  |
| 8.    | «Por ti»                                    | 3:27     |  |  |  |  |  |  |  |  |
| 9.    | «Nana para mi madre»                        | 3:18     |  |  |  |  |  |  |  |  |
| 10.   | «El torerillo»                              | 3:11     |  |  |  |  |  |  |  |  |
| 35:33 |                                             |          |  |  |  |  |  |  |  |  |

## Sencillos
1. Canción para la Navidad/Avelín (1974)
2. Y te vas/Por ti (1975)
3. Si.../Yo quiero ser (Si... versión remezclada)
4. Yo quiero ser/Si quieres encontrarme (1976)

## Créditos y personal

### Músicos
- Arreglos y dirección de orquesta: Juan Márquez

### Personal de grabación y posproducción
- Todas las canciones compuestas por José Luis Perales
- Compañía discográfica: Hispavox
- Productor Musical: Rafael Trabucchelli†

### Créditos y personal
- «DISCOGRAFÍA - SI...». joseluisperales.net. 2012. Archivado desde el original el 26 de abril de 2012. Consultado el 15 de enero de 2013.

- Datos: Q6127287